# Saint-Féliu-d’Amont
Saint-Féliu-d’Amont – miejscowość i gmina we Francji, w regionie Oksytania, w departamencie Pireneje Wschodnie.
Według danych na rok 1990 gminę zamieszkiwało 556 osób, a gęstość zaludnienia wynosiła 91 osób/km² (wśród 1545 gmin Langwedocji-Roussillon Saint-Féliu-d’Amont plasuje się na 490. miejscu pod względem liczby ludności, natomiast pod względem powierzchni na miejscu 961.).

## Zabytki
Zabytki na terenie gminy posiadające status monument historique:
- kościół Notre-Dame-de-L’Assomption (Église Notre-Dame-de-l’Assomption de Saint-Féliu-d’Amont)

## Populacja

Populacja Saint-Féliu-d’Amont w latach 1962–2008